# Dahn
Dahn település Németországban, Rajna-vidék-Pfalz tartományban. Lakosainak száma 4535 fő (2023. december 31.).

## Népesség
A település népességének változása:
| Lakosok száma | 4696 | 4595 | 4617 | 4605 | 4508 | 4532 | 4535 |
|               | 1975 | 2015 | 2017 | 2019 | 2021 | 2022 | 2023 |